# Gallirallus okinawae
Gallirallus okinawae là một loài chim trong họ Rallidae.

## Hình ảnh

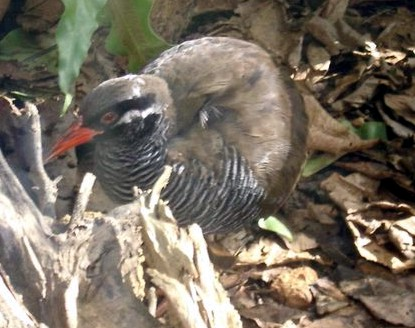
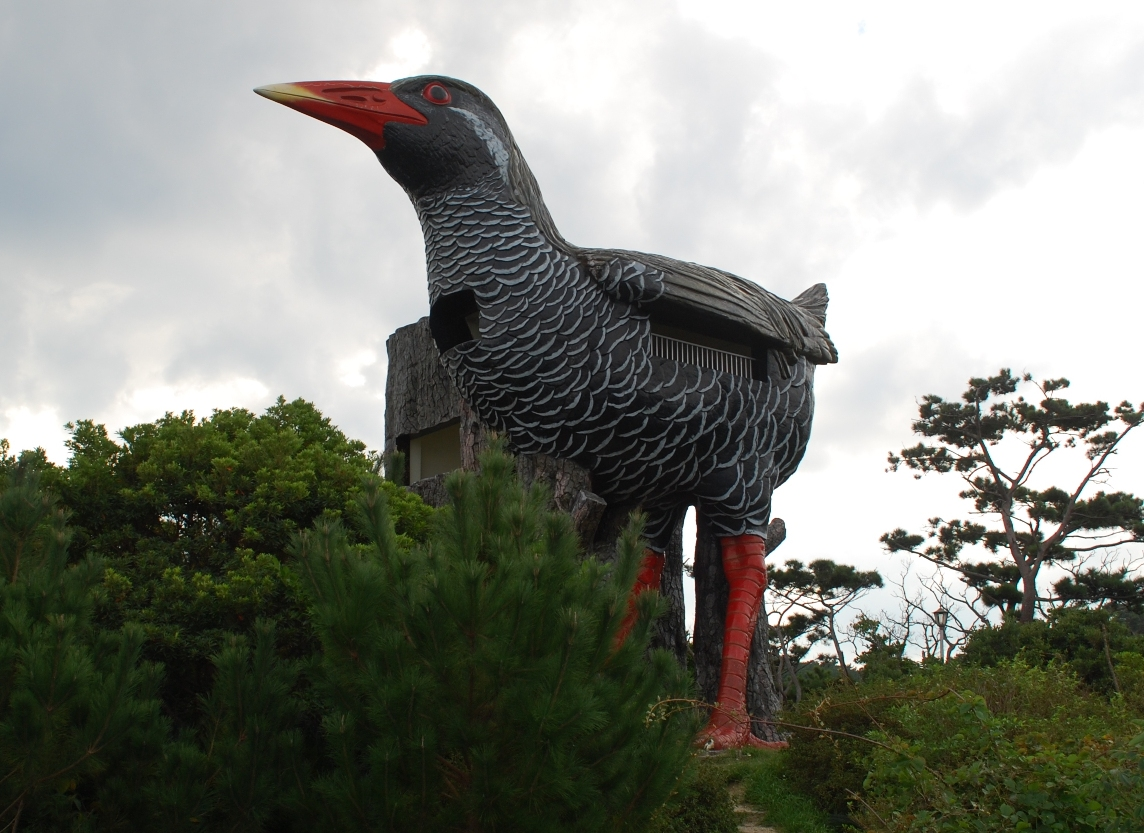
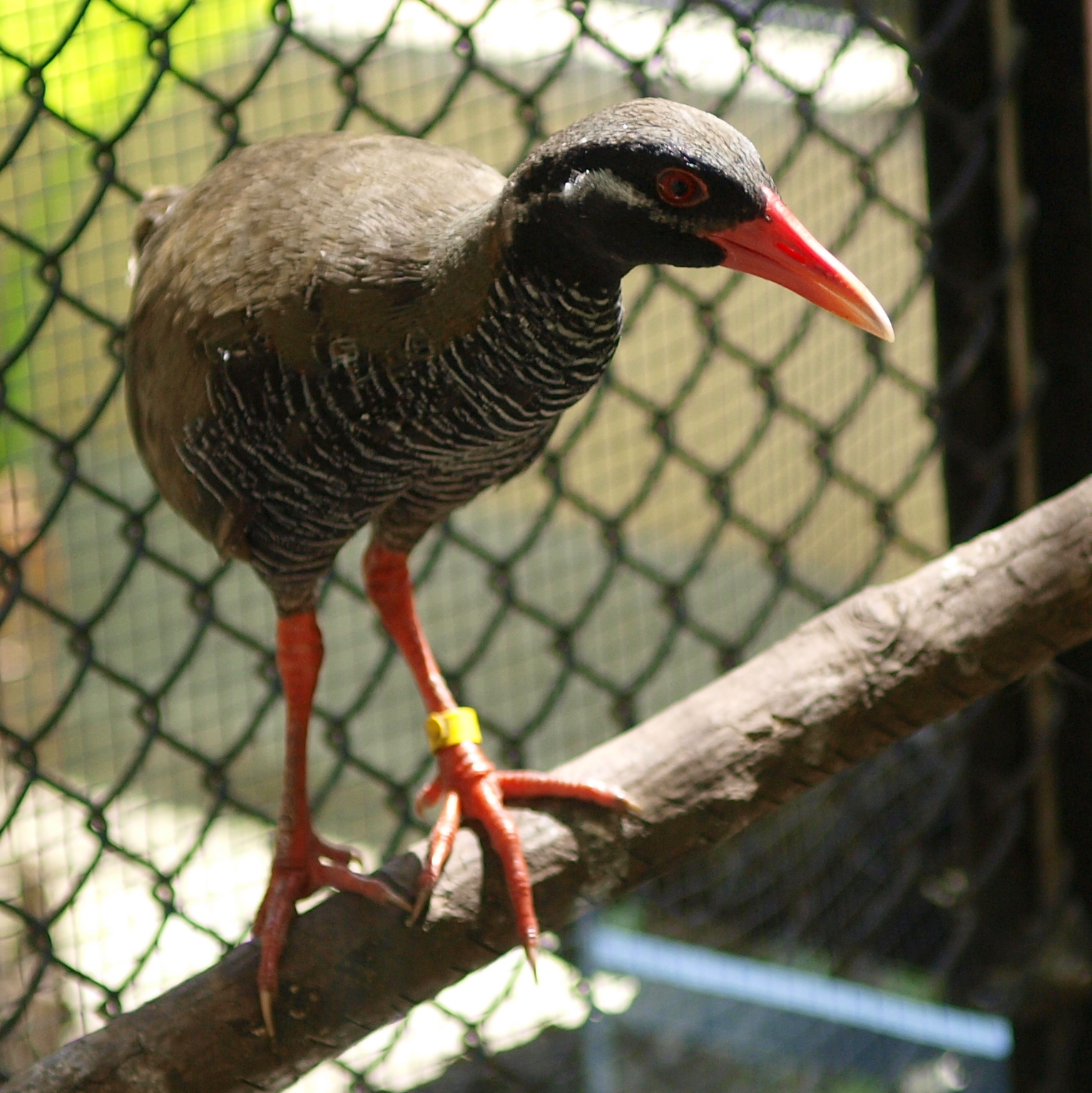